# Orfische hymnen
De Orfische hymnen is de verzamelnaam van een collectie van 87 hymnen op goden en natuurelementen, vermoedelijk uit de tweede of derde eeuw n.Chr. De weinig bekende goden Misa, Hipta en Melinoe duiden vermoedelijk op een oorsprong in westelijk Anatolië en komen verder niet voor in de Griekse literatuur. De hymnen zijn geschreven in hexameters. Ze vormen een uniform geheel door stijl en techniek en zijn wellicht door één auteur geschreven. Verder vertonen ze syncretisme en werden ze gebruikt in de rituele context van het orfisme, bij nachtelijke ontmoetingen waarbij sprake was van gezang en rookoffers. De meeste van de godenzangen (acht) zijn gewijd aan Dionysus, een belangrijke god binnen het orfisme.
De Orfische hymnen zijn een deel van de orfica, geschriften die toegeschreven werden aan de legendarische Orpheus, die kennis geopenbaard zou hebben over het hiernamaals. De hymnen bevatten verwijzingen naar andere orfica, zoals de Rhapsodische theogonie. Ze zijn overgeleverd in samenhang met de Homerische hymnen en hymnen van Callimachus en de neoplatonist Proclus.
De humanist en neoplatonist Marsilio Ficino vertaalde ze uit het Grieks naar het Latijn. Gedurende de Italiaanse renaissance werden de Orfische hymnen bestudeerd in samenhang met andere teksten die werden verondersteld oeroude wijsheid te bevatten. Voorbeelden daarvan zijn de Chaldeïsche orakelen en hermetica.

## Lijst van hymnen
De hymnen zijn gericht aan:
| - Musaeus - Hecate - Prothyraea - Nyx (nacht) - Uranus (hemel) - ether - Protogonus of de Eerstgeborene (Phanes) - Astron (de sterren) - Helios - Selene (maan) - Physis (natuur) - Pan - Herakles - Kronos - Rhea - Zeus - Hera - Poseidon - Pluto - Donderende Zeus - Bliksemende Zeus | - de Nephelae (wolken) - Thalassa (zee) - Nereus - Nereïden - Proteus - Gaia - de Moeder van de goden (Rhea) - Hermes - Persephone - Dionysus - de Cureten - Athena - Nike - Apollo - Leto - Artemis - de Titanen - de Cureten - Corybas - Demeter | - de Cerallische Moeder (Meter Antaia) - Mises (Misa) - de Horai (seizoenen) - Semele - Dionysius Bassareus Triennalis - Bacchus Licnitus - Bacchus Pericionius - Sabasius - Ippa - Lysius Lenaeus - de nimfen - Trietericus - Amphietus Bacchus - Silenus, Satyrus en de priesteressen van Bacchus - Aphrodite - Adonis - Hermes Chthonius (aardse Hermes) - Eros - de Moirai - de Charites (Gratiën) | - Nemesis - Dike (gerechtigheid) - Dicaeosyne (Equitas) - Nomos (wet) - Ares - Hephaestus - Asclepius - Hygea (gezondheid - de Erinyes - de Eumeniden - Melinoë - Tyche (fortuin) - de Daemon (Genius) - Leucothea - Palaemon - de Muzen - Mnemosyne - Eos - Themis - de noordenwind | - de westenwind - de zuidenwind - Oceanus - Hestia - Hypnos - de Oneiri (dromen) - Thanatos (dood) |

## Edities
- Thomas Taylor (vert.). The Hymns of Orpheus. Online beschikbaar. Heruitgegeven door BiblioBazaar, 2008.
- Apostolos N. Athanassakis & Benjamin M. Wolkow (red.). The Orphic Hymns. Johns Hopkins University Press, 2013.